# Őrség Nationalpark
Őrség Nationalpark (ungarsk: Őrségi Nemzeti Park) er en ungarsk nationalpark etableret i 2002 med et samlet areal på 440 km2.
Regionen har fået sit navn Őrség, som betyder  "vagtpost", fra magyarerne, som for at forsvare de vestlige porte byggede vagttårne tværs over landet. Landskabet er gennem århundreder blevet formet af landbrug på små områder, der har bevaret harmonien i forhold til naturen og mangfoldigheden.
Området omfatter en lang række Natura 2000-områder og Fuglebeskyttelsesområder.

## Flora og fauna
I Őrség findes en række sjældne dyre- og plantearter, såsom den sjældne sort stork, tretået spætte og hvepsevåge, samt en række sjældne sommerfugle og guldsmede. Orkidéer er lige så almindelige som Angelica mens Iris og Ensian  er blevet sjældnere.